# ألفيوسا
ألفيوسا (Αλφειούσα) هي مدينة في إليا في مقاطعة كينتريكي إلادا في اليونان.
يبلغ عدد سكانها حوالي 931   نسمة.